# Шарапова, Анна Николаевна
А́нна Никола́евна Шара́пова (1863—1923) — русская переводчица

, деятельница международного движения эсперанто и вегетарианства.
Свояченица Павла Ивановича Бирюкова (секретарь Льва Толстого). Вела переписку с Л. Н. Толстым.
Перевела ряд произведений Л. Н. Толстого, Лермонтова и других писателей на эсперанто.
А. H. Шарапова была национальным секретарем от России в Международном Союзе эсперантистов-вегетарианцев, первым почетным президентом которого был избран Л. H. Толстой.
Во время Первой мировой войны жила в Швейцарии, в 1920 году вернулась в Россию. Её возвращение способствовало восстановлению международных связей российских эсперантистов.
В 1920-е годы преподавала английский в подмосковной школе-коммуне, основанной Лидией Арманд в имении Тальгрен в 4 километрах от города Пушкино. Среди тех, кто «заразился» от Шараповой и «заболел на всю жизнь» языком эсперанто, были всемирно известные Василий Ерошенко и Давид Арманд.
Репрессирована как «дочь купца», снята с довольствия и вскоре скончалась.
О внешнем виде и манерах поведения Анны Николаевны любопытные сведения имеются в воспоминаниях Александра Сахарова «Rememoroj de centprocenta esperantisto».